# Myśliborzyce (Lubsza)

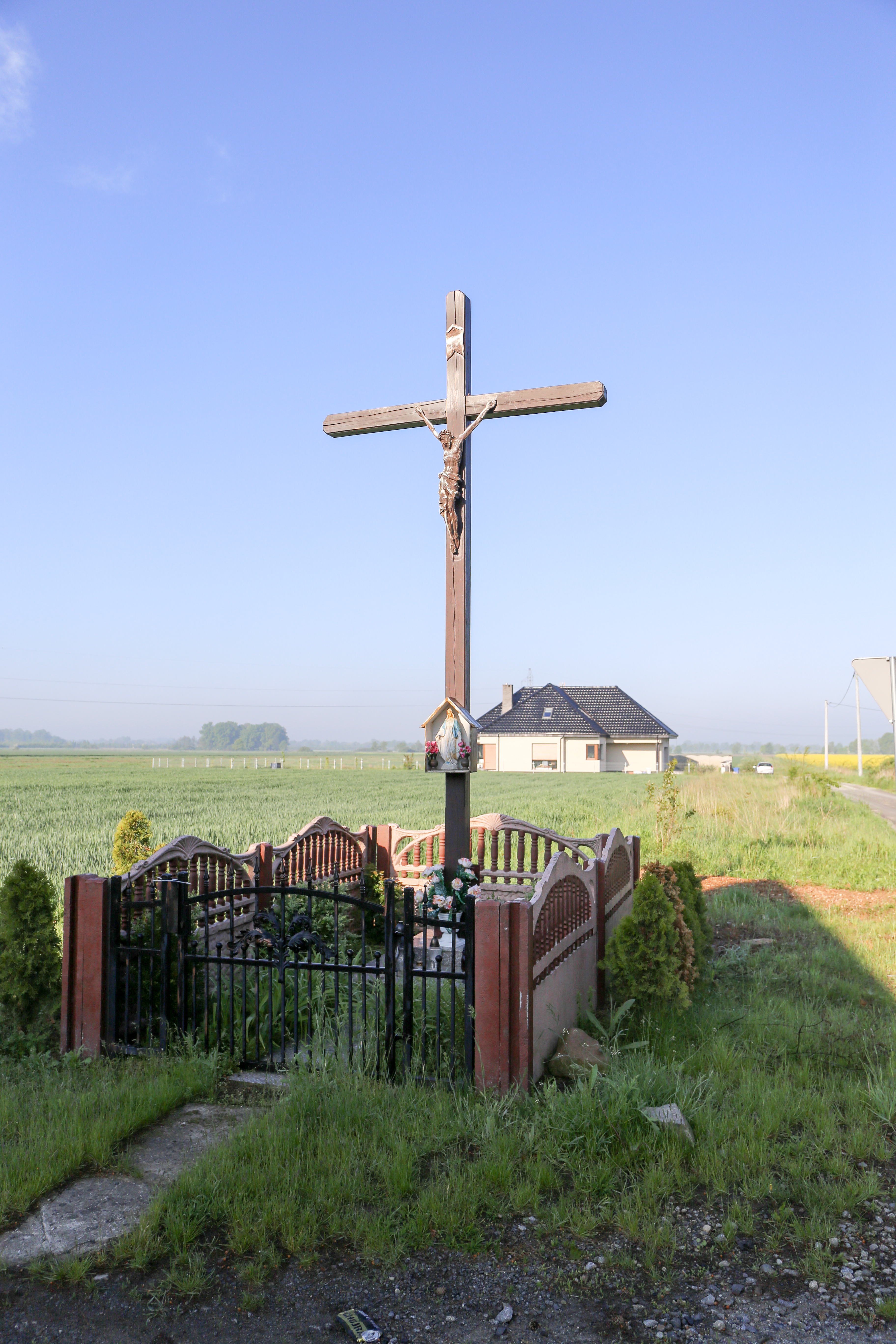
Wegkreuz

Myśliborzyce (deutsch: Luisenthal) ist ein Ort in der Landgemeinde Lubsza im Powiat Brzeski der Woiwodschaft Opole in Polen.

## Geographie
Das Straßendorf Myśliborzyce liegt rund fünf Kilometer südwestlich von Lubsza (Leubusch), fünf Kilometer nördlich von Brzeg (Brieg) und 50 Kilometer nordwestlich von Opole (Oppeln) in der Schlesischen Tiefebene.
Nachbarorte von Myśliborzyce sind im Norden Szydłowice (Scheidelwitz) und im Süden Michałowice (Michelwitz).

## Geschichte
Nach dem Ersten Schlesischen Krieg 1742 fiel Louisenthal zusammen mit dem größten Teil Schlesiens an Preußen.
Nach der Neugliederung Preußens gehörte die Landgemeinde Louisenthal ab 1815 zur Provinz Schlesien und war ab 1816 dem Landkreis Brieg eingegliedert, mit dem es bis 1945 verbunden blieb. 1874 wurde der Amtsbezirk Scheidelwitz gegründet, welcher die Landgemeinden Louisenthal und Schreibendorf und die Gutsbezirken Garbendorf, Louisenthal und Michelwitz umfasste. 1880 wurde die neogotische evangelische Kirche errichtet. 1885 zählte der Ort 200 Einwohner.
1933 zählte Louisenthal 212 Einwohner. Am 10. September 1936 wurde der Ortsname in Luisental geändert. 1939 lebten 196 Menschen in Luisental. Bis 1945 befand sich der Ort im Landkreis Brieg.
Als Folge des Zweiten Weltkriegs fiel Luisental wie fast ganz Schlesien 1945 an Polen, wurde in Myśliborzyce umbenannt und der Woiwodschaft Schlesien angegliedert. Die deutsche Bevölkerung wurde, soweit sie nicht vorher geflohen war, weitgehend vertrieben. Die neu angesiedelten Bewohner waren zum Teil Heimatvertriebene aus Ostpolen. 1950 kam der Ort zur Woiwodschaft Opole. 1999 kam der Ort zum Powiat Brzeski.

## Sehenswürdigkeiten
- Hölzernes Wegekreuz